# Famille O'Toole
Pour les articles homonymes, voir O'Toole.

Armoiries de la famille O'Toole.

La famille O'Toole (en irlandais : O'Tuathail) est un clan irlandais descendant de Tuathal mac Augaire, roi du Leinster, des Uí Dúnlainge. Au cours de l'invasion normande de l'Irlande au XIIe siècle, ils perdent leurs territoires ancestraux dans le Sud de l'actuel comté de Kildare et s'installent dans les montagnes de Wicklow et plus particulièrement le Glendalough, dans l'actuel comté de Wicklow. Avec leurs proches parents O'Byrne, ils mènent une résistance de quatre siècles face à la domination anglaise.